# باول ميلر (دراج)
باول ميلر (بالإنجليزية: Paul Miller)‏ هو دراج أسترالي، ولد في 12 فبراير 1963 في كالغورلي في أستراليا.

## وصلات خارجية
- بول ميلر على موقع أرشيف الدراجات (الإنجليزية)
- بول ميلر على موقع إحصائيات الدراجات الإحترافية (الإنجليزية)